# Gustav Pessler
Gustav Pessler (21. ledna 1861 Linec – 21. září 1900 Riedau) byl rakouský právník a politik německé národnosti z Horních Rakous, na konci 19. století poslanec Říšské rady.

## Biografie
Byl synem advokáta a statkáře. Vystudoval gymnázium v Linci, pak studoval práva na Vídeňské univerzitě a v roce 1884 byl promován na doktora práv na Univerzitě ve Štýrském Hradci. Zpočátku pracoval jako koncipient u svého otce, pak v kanceláři Dr. Nicoladoniho. V roce 1891 si otevřel vlastní advokátní kancelář v Schärdingu, kterou v roce 1893 přesunul do Lince. Měl pět dětí. Byl římskokatolického vyznání. V roce 1900 byl krátce před smrtí zvolen do obecní rady v Linci.
Byl i poslancem Říšské rady (celostátního parlamentu Předlitavska), kam usedl ve volbách roku 1897 za kurii městskou v Horních Rakousích, obvod Linec, Urfahr, Ottensheim atd. Ve volebním období 1897–1901 se uvádí jako rytíř Gustav von Pessler, dvorní a soudní advokát, bytem Linec.
Ve volbách roku 1897 kandidoval do Říšské rady za Německou lidovou stranu. Zastával funkce v místním německém nacionálním (Deutschnational) spolku. Psal politické články do místního tisku v Linci.
Zemřel v září 1900.